# Vratimov
Vratimov (Duits: Rattimau) is een Tsjechische stad in de regio Moravië-Silezië, en maakt deel uit van het district Ostrava-město.
Vratimov telt 6758 inwoners.
Čavisov ·
Dolní Lhota ·
Horní Lhota ·
Klimkovice ·
Olbramice ·
Ostrava ·
Stará Ves nad Ondřejnicí ·
Šenov ·
Václavovice ·
Velká Polom ·
Vratimov ·
Vřesina ·
Zbyslavice